# 88 (numero)
Ottantotto è il numero naturale dopo l'87 e prima dell'89.

## Proprietà matematiche
- È un numero pari.
- È un numero composto da 8 divisori: 1, 2, 4, 8, 11, 22, 44, 88. Poiché la somma dei divisori (escluso il numero stesso) è 92 > 88, è un numero abbondante.
- È un numero rifattorizzabile, essendo divisibile per il numero dei suoi divisori.
- È un numero semiperfetto e anche un numero semiperfetto primitivo.
- È un numero intoccabile, non essendo la somma dei divisori propri di nessun altro numero.
- È un numero idoneo.
- È un numero a cifra ripetuta, dunque è altresì un numero palindromo nel sistema numerico decimale e conserva quest'ultima proprietà nel sistema di numerazione posizionale a base 5 (323).
- È parte delle terne pitagoriche (66, 88, 110), (88, 105, 137), (88, 165, 187), (88, 234, 250), (88, 480, 488), (88, 966, 970), (88, 1935, 1937).
- È un numero pratico.
- È un numero congruente.

## Astronomia
- 88P/Howell è una cometa periodica del sistema solare.
- 88 Thisbe è un asteroide della fascia principale del sistema solare.
- NGC 88 è una galassia spirale della costellazione della Fenice.
- Le costellazioni sono ottantotto.

## Astronautica
- Cosmos 88 è un satellite artificiale russo.

## Chimica
- È il numero atomico del Radio (Ra).

## Simbologia
- Negli ambienti neonazisti viene usato come saluto al posto di «Heil Hitler»: essendo l'H l'ottava lettera dell'alfabeto, 88 starebbe per HH, acronimo di Heil Hitler. L'88 alluderebbe anche al cannone contraereo usato dai tedeschi durante la seconda guerra mondiale, l'8,8 cm FlaK, soprannominato «l'88».[1]

## Convenzioni
- Nel codice morse è un'abbreviazione comunemente usata con significato di love and kisses (baci e abbracci).

## Informatica
- La IANA raccomanda l'utilizzo di questo numero di porta nel protocollo di rete Kerberos

## Musica
- Il pianoforte ha ottantotto tasti.
- Gruppo musicale 88rising